# Sardón de los Frailes
Sardón de los Frailes est une commune de la province de Salamanque dans la communauté autonome de Castille-et-León en Espagne.